# Henry Swoboda
Henry Swoboda, původně Heinrich Swoboda (29. října 1897 Praha – 13. srpna 1990 Rossinière) byl československý dirigent a muzikolog. Natočil mnoho nahrávek pro vydavatelství Westminster Records, včetně komerční premiéry Brucknerovy Šesté symfonie.

## Život
Narodil se v rodině pražského univerzitního profesora (v letech 1914–1915 rektora) německé Karlo-Ferdinandovy univerzity Heinricha Swobody (*1856) a jeho manželky Almy, rozené Budinerové (*1868), pražské zpěvačky–altistky.
Po studiu na Pražské konzervatoři u Václava Talicha získal v roce 1922 doktorát filosofie na německé Karlo-Ferdinandově univerzitě v Praze. Poté byl asistentem dirigenta v pražské opeře (1921 a 1923). V letech 1927–1931 působil v Electrole v Berlíně a později jako dirigent v Radiu Praha (1931–1938). Byl také hostujícím dirigentem v Edinburghu, Berlíně, Drážďanech a Vídni.
V letech 1931 až 1939 působil jako hostující profesor na University of Southern California. V roce 1939 emigroval do Spojených států, kde získal občanství v polovině 40. let 20. století. Po válce vystupoval především v Evropě a v Jižní Americe. V roce 1949 se podílel na vzniku společnosti Westminster Records, ve které byl určitou dobu uměleckým ředitelem.
V roce 1962 byl jmenován dirigentem Harvard-Radcliffe Orchestra, kde působil  do roku 1964, poté do roku 1968 působil na University of Texas.
Jako vydavatel Swoboda vydal souborné dílo s názvem The American Symphony Orchestra.